# Муйско-Куандинска котловина
Муйско-Куандинската котловина (на руски: Муйско-Куандинская котловина) е междупланинска котловина в северната част на Забайкалието разположена в крайната североизточна част на Бурятия и крайната северозападна част на Забайкалски край в Русия. Надморската ѝ височина варира от 465 m в средата до 700 m по периферията, а заграждащите я от север Северомуйски и от юг Южномуйски хребет се издигат до 2500 – 3000 m. Запълнена е от дебели слоеве с пясъчно-глиненсти наслаги, а дъното ѝ е заето от заливните тераси на реките Витим, Муя, Куанда и др. Преобладават ливадните и ливадно-блатните равнини и хълмисти пространства, покрити с борови и борово-лиственични гори. По цялото ѝ протежение преминава участък от Байкало-Амурската жп линия с основен транспортен център сгт Таксимо в Бурятия.

## Топографска карта
- Лист от карта O-50-В.